# Can’t Stand Losing You
Can’t Stand Losing You ist ein Song der englischen Rockband The Police, der am 14. August 1978 und im Juni 1979 als Wiederveröffentlichung von ihrem Debütalbum Outlandos d’Amour erschien. Er war die zweite Single nach Roxanne. Nach der Wiederveröffentlichung erreichte er Platz zwei der britischen Charts.
Leadsänger und Bassist Sting schrieb das Stück. Es handelt von Verlust einer Beziehung und von daraufhin dramatisch angedrohtem Suizid. Das Coverbild der Single, das Schlagzeuger Stewart Copeland erhängt zeigt, wurde kontrovers aufgenommen.

## Entstehung
Im Text von Can’t Stand Losing You, der wie die Musik von Sting stammt, geht es um den Suizid eines Jugendlichen, der laut Sting „immer auch ein bisschen was von einem Witz hat“. Er sagte, er habe den Text in nur fünf Minuten geschrieben.

## Veröffentlichung und Rezeption
Die Single erreichte Ende 1978 Platz 42 der Charts. Die Neuauflage im Juni 1979 schaffte es dann auf Platz 2. Das Stück erschien 1980 auch als Teil des Six Pack-Singles-Compilation-Sets, bestehend aus sechs 7-Zoll-Vinyl-Singles, das im Juni 1980 Platz 17 der britischen Charts erklomm. 1995 wurde eine Live-Version des Songs als Single veröffentlicht und erreichte Platz 27 in Großbritannien.
Auf der B-Seite der ursprünglichen Single und vieler weiterer Ausgaben erschien Dead End Job, basierend auf einem Riff, das Copeland in der Highschool schrieb. Der Text handelt vom Job Stings als Lehrer, bevor er Musiker wurde. Das Lied war bis zur Veröffentlichung von Message in a Box von 1993 nur auf Vinyl erhältlich. Auf einigen Single-Veröffentlichungen, etwa in Kanada, war auch No Time This Time die B-Seite.

## Cover und Kontroverse
Die Originalversion der Single mit dem Bild des hängenden Stewart Copeland auf einem im Schmelzen begriffenen Eisblock wurde von der BBC wegen des Covers nicht gespielt, was auch für einige andere Songs von The Police zutraf. Allerdings gab Stewart Copeland später zu, dass bei Can’t Stand Losing You es das Stück möglicherweise nur nicht in die Playlist des Senders geschafft hatte, die Band aber daraus „banned by the BBC“ gemacht hatte. Das Foto stammt von Peter Gravelle. Die Platte wurde in der Folge auch mit einem alternativen Cover veröffentlicht. Trotzdem oder vielleicht wegen der zusätzlichen Aufmerksamkeit durch die Kontroverse wurde es die erste Single der Gruppe, die eine hohe Chartposition erreichte. Auch im Live-Set der Band hat das Stück einen festen Platz.

## Musikvideo
The Police spielten das Lied 1978 in der BBC2-Fernsehsendung The Old Grey Whistle Test, der erste Fernsehauftritt der Band. Sting trug einer Anekdote zufolge eine übergroße Sonnenbrille wegen eines Unglücks mit einer Dose Haarspray während des Make-ups, das einen Besuch im Krankenhaus erforderte. Daraus entstand ein Musikvideo. In einem zweiten Video wird das Stück vor rotem Hintergrund aufgeführt. Diese Version wurde am selben Tag gedreht wie die Version von Roxanne, die ebenfalls vor einem roten Hintergrund aufgeführt wurde.